# 金边
金邊（高棉語發音：[ˌkɾong pʰnʊm ˈpɨɲ]），舊譯南旺或百囊奔，是柬埔寨的首都和人口最多的城市，位於洞里薩河、湄公河和巴薩河交匯處。根據2019年統計，金邊人口約212萬，佔全國總人口14%。大金邊都會區涵蓋鄰近的達克茂市及乾丹省部分地區，總面積678.46平方公里，其中28%為農田。自1865年諾羅敦國王定都以來，金邊一直是柬埔寨政治、經濟、文化中心，並在法國殖民時期奠定現代化基礎，20世紀初曾獲「亞洲明珠」美譽。
金邊建城歷史可追溯至1372年，相傳由「邊夫人」於塔山建立寺廟供奉佛像而興起。1434年大吳哥陷落後，金邊首次成為高棉王國首都，但隨後數世紀因戰亂多次遷都。1863年柬埔寨成為法國保護國後，金邊於1865年正式確立為永久首都，殖民當局在此建設酒店、學校、電報局等設施，至1872年形成現代城市雛形。1970年代因內戰和紅色高棉統治遭受嚴重破壞，1979年後逐步重建。當代金邊是柬埔寨教育重鎮，擁有金邊皇家大學（成立於1956年）等高等學府，並與中國廣西等地開展教育合作。
作為重要旅遊目的地，金邊與暹粒、西哈努克市構成柬埔寨旅遊金三角。2025年「中柬旅遊年」在金邊開幕，推動兩國文旅合作，同年獲貓途鷹評選為「亞洲最佳旅遊目的地」第18位，其殖民建築、王宮及歷史遺跡如吐斯廉博物館吸引國際遊客。城市基礎設施持續改善，包括中國援建的金港高速公路，以及預計2025年啟用的德崇國際機場（設計年吞吐量為現有機場6倍）。
金邊曾舉辦2002年、2012年及2022年東盟峰會，並將成為首個舉辦2029年亞洲青年運動會的柬埔寨城市。該市氣候屬熱帶莽原氣候，年平均溫度28-34℃，11月至1月為最佳旅遊季節。

## 詞源
金邊字面意思是「邊山」。在高棉語中，（Phnum）意思是「山」。此城的名字來源於今日金邊的塔山寺。根據金邊的建城神話，一位名叫「邊夫人」的富有寡婦在一次風暴後發現一株自洞里薩湖上游漂流而來的石栗樹。在樹的內部，他發現了四尊銅制佛像和一尊毗濕奴像。她命令村民在山上用石栗木建立了一座寺廟，用來供奉這些神像，這就是今日的塔山寺。
金邊正式名字的簡稱是竹里木城（高棉語發音：[ˌkɾongˌcaʔtoʔmʊk̚]），意思是「四面之城」。其正式名字全稱為：
其羅馬化轉寫為Krong Chaktomuk Mongkol Sakal Kampuchea Thipadei Serey Thereak Borvor Inthabot Borei Roth Reach Seima Maha Nokor，是由柬埔寨國王博涅亞取名的，大致意思是「四條河流交匯處，給予高棉王國幸福及成功的地方，偉大王國最高領袖及因陀羅神的永不可摧的城市」。與泰國首都曼谷的全稱相類似，金邊的全稱中也存在不少來自梵語的詞彙。

## 歷史
據日本漢學家藤田豐八考證，金邊在《鄭和航海圖》中作竹里木，明張燮著《東西洋考》稱為篱木州：“以木為城，是華人客寓處”。
1432年，高棉帝國的首都吳哥被暹羅攻破後，國王博涅亞將首都搬遷到金邊。金邊作為柬埔寨首都直到1505年為止，此後因為王室的內亂，柬埔寨曾先後將首都遷到斯雷桑托、菩薩、洛韋、洛維恩和烏棟。
19世紀初，越南吞併柬埔寨，將金邊改名為南榮府（越南语：／）。其後國王安東復國，將金邊改回高棉語名字。安東逝世後，其子諾羅敦繼位，於1866年將首都自烏棟遷到金邊，自此以後金邊成為柬埔寨首都及政府的永久所在地。
此後，法國殖民者在金邊建設酒店、學校、監獄、軍營、銀行、公共事務辦公室、電報局、法院、衛生服務大樓等設施，至1872年，金邊已經形成現代城市的雛形。
至1920年代時，金邊被譽為「亞洲明珠」，在接下來的四十年裡，金邊繼續經歷快速增長，建成通往磅遜灣（今西哈努克市）及波成東國際機場（今金邊國際機場）的鐵路。在诺罗敦·西哈努克統治下，金邊實現了重大的現代化。
在之後的越戰期間，柬埔寨被北越軍隊和越共游擊隊當作襲擊南越的基地，成千上萬的難民自全國各地湧入金邊，以逃避北越軍隊、越共游擊隊、南越軍隊及盟友，以及紅色高棉的攻擊。至1975年時，金邊人口為兩百萬至三百萬之間，其中大部份為戰爭難民。
1970年，西哈努克出国访问期间国内發生政變，君主制被終結，高棉共和國成立。在之後的內戰中，高棉國家軍隊在與紅色高棉的戰鬥中節節敗退，首都金邊成為少數由政府控制的地區。在1975年4月淪陷之前，金邊受到紅色高棉的包圍與孤立，紅色高棉切斷金邊的供給長達一年多之久。紅色高棉的炮火幾乎不斷地襲擊金邊，造成大量傷亡。美軍遂透過鷹遷行動在金邊發動撤離。4月17日，金邊被紅色高棉佔領。
1975年至1979年期间，柬埔寨由极左的红色高棉统治。红色高棉奉行阶级歧视和农业社会主义政策，试图逐步将柬埔寨改造为「無階級社会」。在红色高棉攻占金边后不久，就声称美军即将空袭金边，将金边居民疏散至农村，并以三日后将可以返回为由，要求居民不必带任何财产。这些城市居民被称为“新人”，被送往农村，在农场进行艰苦劳动。沉重的劳动及食物短缺使得柬埔寨人大量死亡。而红色高棉亦对“敌对分子”进行大规模的侦查和屠杀，许多受过教育者、“懒惰”的人或者政敌被送进杀戮场杀害。金边著名的监狱和刑场有吐斯廉、琼邑克等。
1979年1月7日，越南軍隊攻入金邊，红色高棉政权被推翻，其後人们逐渐回到这座城市。此后，柬埔寨政府开始对金边的重建工作，吸引外国投资者及援助机构来建设金边，以恢复清洁水供应、道路以及其他基础设施。根据1998年人口普查，金边共有862,000人。2008年人口普查，金边共有130万人。

## 地理

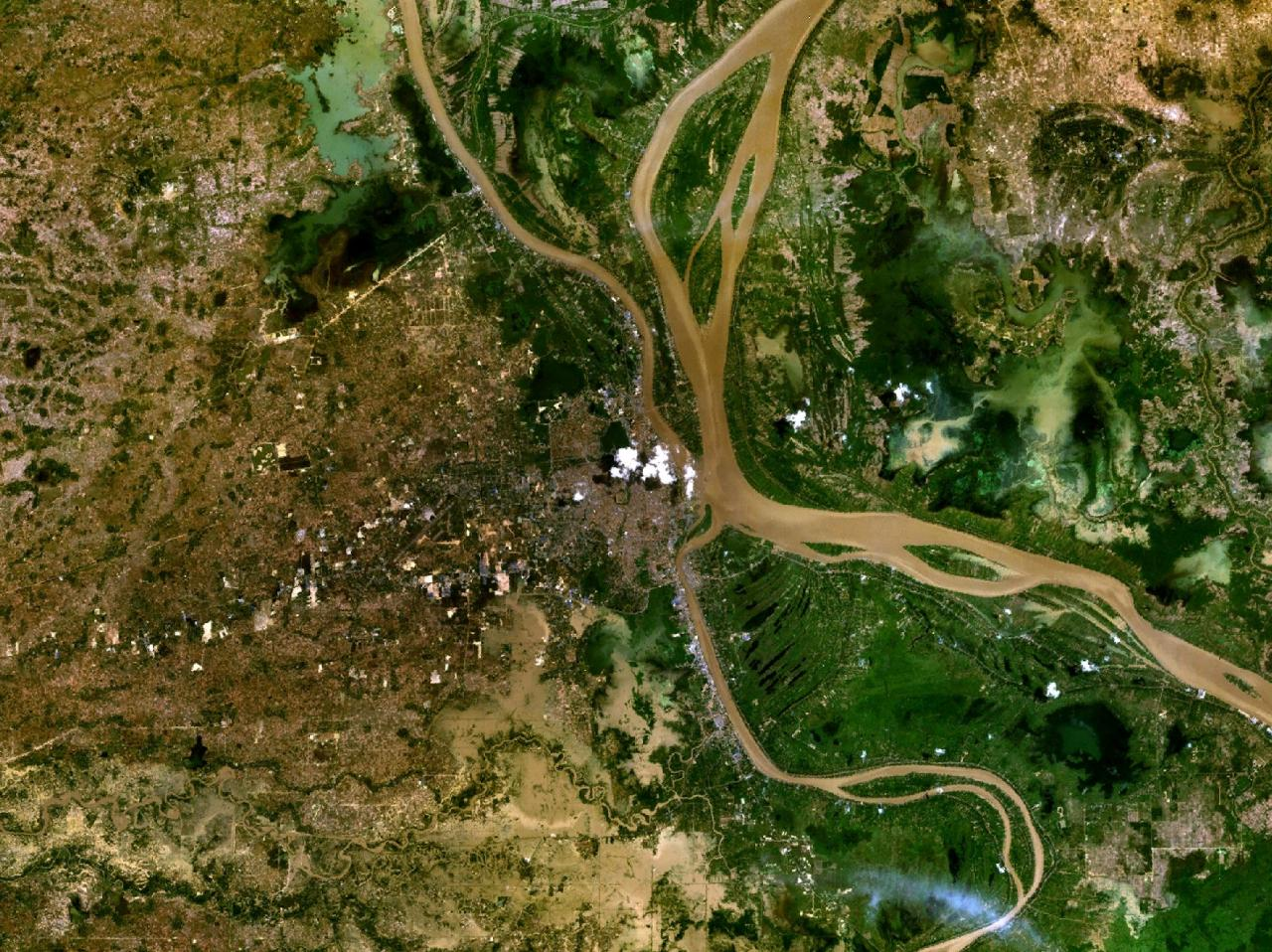
金邊的衛星視圖

金邊位於柬埔寨中南部地區，被甘丹省完全包圍。該市位於洞里薩河、湄公河和巴萨河沿岸。這些河流為城市提供了淡水和其他自然資源。金邊及周邊地區是柬埔寨典型的洪氾區。雖然金邊位於河流上方11.89公尺（39 英尺）處，但季風季節洪水也是城市面對的自然災害問題，河流有時會溢出河岸到沿岸地區。
金邊佔地面積678.46平方公里（262 平方英里），其中擁有約11,401 公頃（28,172 英畝）市和 26,106 公頃（64,509 英畝）的道路。該市的農田面積為34.685 平方公里（13平方英里），灌溉面積為 1.476 平方公里（365英畝）。

### 氣候
金邊天氣按柯本氣候分類法属热带莽原气候，受泰國灣（暹羅灣）與印度洋高氣壓影響十分溼熱。基本上四季如夏不分季，氣候以降雨量能分成兩大季節，3月至10月為「雨季」，溫度溼度均偏高，極端熱天時溫度偶然也可以升到38～39℃；11月至隔年4月屬「旱季」，低溫約為22℃，但白天仍舊不涼偏熱；也偶見17～19℃的最低溫。年平均溫度介於28－34℃之間。而最好的旅遊季節為氣溫適宜的11月至1月之間。
| 金邊的氣候數據（溫度：1988年-2013年，極端溫度：1906年-2013年） | 金邊的氣候數據（溫度：1988年-2013年，極端溫度：1906年-2013年） | 金邊的氣候數據（溫度：1988年-2013年，極端溫度：1906年-2013年） | 金邊的氣候數據（溫度：1988年-2013年，極端溫度：1906年-2013年） | 金邊的氣候數據（溫度：1988年-2013年，極端溫度：1906年-2013年） | 金邊的氣候數據（溫度：1988年-2013年，極端溫度：1906年-2013年） | 金邊的氣候數據（溫度：1988年-2013年，極端溫度：1906年-2013年） | 金邊的氣候數據（溫度：1988年-2013年，極端溫度：1906年-2013年） | 金邊的氣候數據（溫度：1988年-2013年，極端溫度：1906年-2013年） | 金邊的氣候數據（溫度：1988年-2013年，極端溫度：1906年-2013年） | 金邊的氣候數據（溫度：1988年-2013年，極端溫度：1906年-2013年） | 金邊的氣候數據（溫度：1988年-2013年，極端溫度：1906年-2013年） | 金邊的氣候數據（溫度：1988年-2013年，極端溫度：1906年-2013年） | 金邊的氣候數據（溫度：1988年-2013年，極端溫度：1906年-2013年） |
| 月份                                                           | 1月                                                            | 2月                                                            | 3月                                                            | 4月                                                            | 5月                                                            | 6月                                                            | 7月                                                            | 8月                                                            | 9月                                                            | 10月                                                           | 11月                                                           | 12月                                                           | 全年                                                           |
| -------------------------------------------------------------- | -------------------------------------------------------------- | -------------------------------------------------------------- | -------------------------------------------------------------- | -------------------------------------------------------------- | -------------------------------------------------------------- | -------------------------------------------------------------- | -------------------------------------------------------------- | -------------------------------------------------------------- | -------------------------------------------------------------- | -------------------------------------------------------------- | -------------------------------------------------------------- | -------------------------------------------------------------- | -------------------------------------------------------------- |
| 历史最高温 °C（°F）                                            | 36.1 (97.0)                                                    | 38.1 (100.6)                                                   | 40.0 (104.0)                                                   | 40.5 (104.9)                                                   | 40.0 (104.0)                                                   | 39.2 (102.6)                                                   | 37.2 (99.0)                                                    | 37.8 (100.0)                                                   | 35.5 (95.9)                                                    | 36.1 (97.0)                                                    | 34.4 (93.9)                                                    | 37.2 (99.0)                                                    | 40.5 (104.9)                                                   |
| 平均高温 °C（°F）                                              | 31.6 (88.9)                                                    | 33.2 (91.8)                                                    | 34.6 (94.3)                                                    | 35.3 (95.5)                                                    | 34.8 (94.6)                                                    | 33.8 (92.8)                                                    | 32.9 (91.2)                                                    | 32.7 (90.9)                                                    | 32.2 (90.0)                                                    | 31.4 (88.5)                                                    | 31.1 (88.0)                                                    | 30.8 (87.4)                                                    | 32.9 (91.2)                                                    |
| 日均气温 °C（°F）                                              | 26.6 (79.9)                                                    | 28.0 (82.4)                                                    | 29.4 (84.9)                                                    | 30.2 (86.4)                                                    | 30.0 (86.0)                                                    | 29.2 (84.6)                                                    | 28.7 (83.7)                                                    | 28.5 (83.3)                                                    | 28.2 (82.8)                                                    | 27.2 (81.0)                                                    | 27.1 (80.8)                                                    | 26.3 (79.3)                                                    | 28.3 (82.9)                                                    |
| 平均低温 °C（°F）                                              | 21.8 (71.2)                                                    | 22.8 (73.0)                                                    | 24.3 (75.7)                                                    | 25.5 (77.9)                                                    | 25.6 (78.1)                                                    | 24.9 (76.8)                                                    | 24.8 (76.6)                                                    | 24.6 (76.3)                                                    | 24.4 (75.9)                                                    | 24.2 (75.6)                                                    | 23.2 (73.8)                                                    | 21.9 (71.4)                                                    | 24.0 (75.2)                                                    |
| 历史最低温 °C（°F）                                            | 12.8 (55.0)                                                    | 15.2 (59.4)                                                    | 19.0 (66.2)                                                    | 17.8 (64.0)                                                    | 20.6 (69.1)                                                    | 21.2 (70.2)                                                    | 20.1 (68.2)                                                    | 20.0 (68.0)                                                    | 21.1 (70.0)                                                    | 17.2 (63.0)                                                    | 16.7 (62.1)                                                    | 14.4 (57.9)                                                    | 12.8 (55.0)                                                    |
| 平均降雨量 mm（）                                              | 12.1 (0.48)                                                    | 6.6 (0.26)                                                     | 34.8 (1.37)                                                    | 78.8 (3.10)                                                    | 118.2 (4.65)                                                   | 145.0 (5.71)                                                   | 162.1 (6.38)                                                   | 182.7 (7.19)                                                   | 270.9 (10.67)                                                  | 248.1 (9.77)                                                   | 120.5 (4.74)                                                   | 32.1 (1.26)                                                    | 1,411.9 (55.58)                                                |
| 平均降雨天数（≥ 0.1 mm）                                       | 1.2                                                            | 1.1                                                            | 3.4                                                            | 6.8                                                            | 15.9                                                           | 17.0                                                           | 18.1                                                           | 18.3                                                           | 21.5                                                           | 19.3                                                           | 10.2                                                           | 4.5                                                            | 137.3                                                          |
| 平均相對濕度（％）                                             | 73                                                             | 71                                                             | 71                                                             | 73                                                             | 77                                                             | 78                                                             | 80                                                             | 81                                                             | 84                                                             | 84                                                             | 78                                                             | 73                                                             | 77                                                             |
| 月均日照時數                                                   | 260                                                            | 226                                                            | 267                                                            | 240                                                            | 202                                                            | 192                                                            | 143                                                            | 174                                                            | 129                                                            | 202                                                            | 213                                                            | 242                                                            | 2,490                                                          |
| 来源1：德国气象局                                              |                                                                |                                                                |                                                                |                                                                |                                                                |                                                                |                                                                |                                                                |                                                                |                                                                |                                                                |                                                                |                                                                |
| 来源2：丹麥氣象研究所 (sun, 1931–1960)                         |                                                                |                                                                |                                                                |                                                                |                                                                |                                                                |                                                                |                                                                |                                                                |                                                                |                                                                |                                                                |                                                                |

## 行政

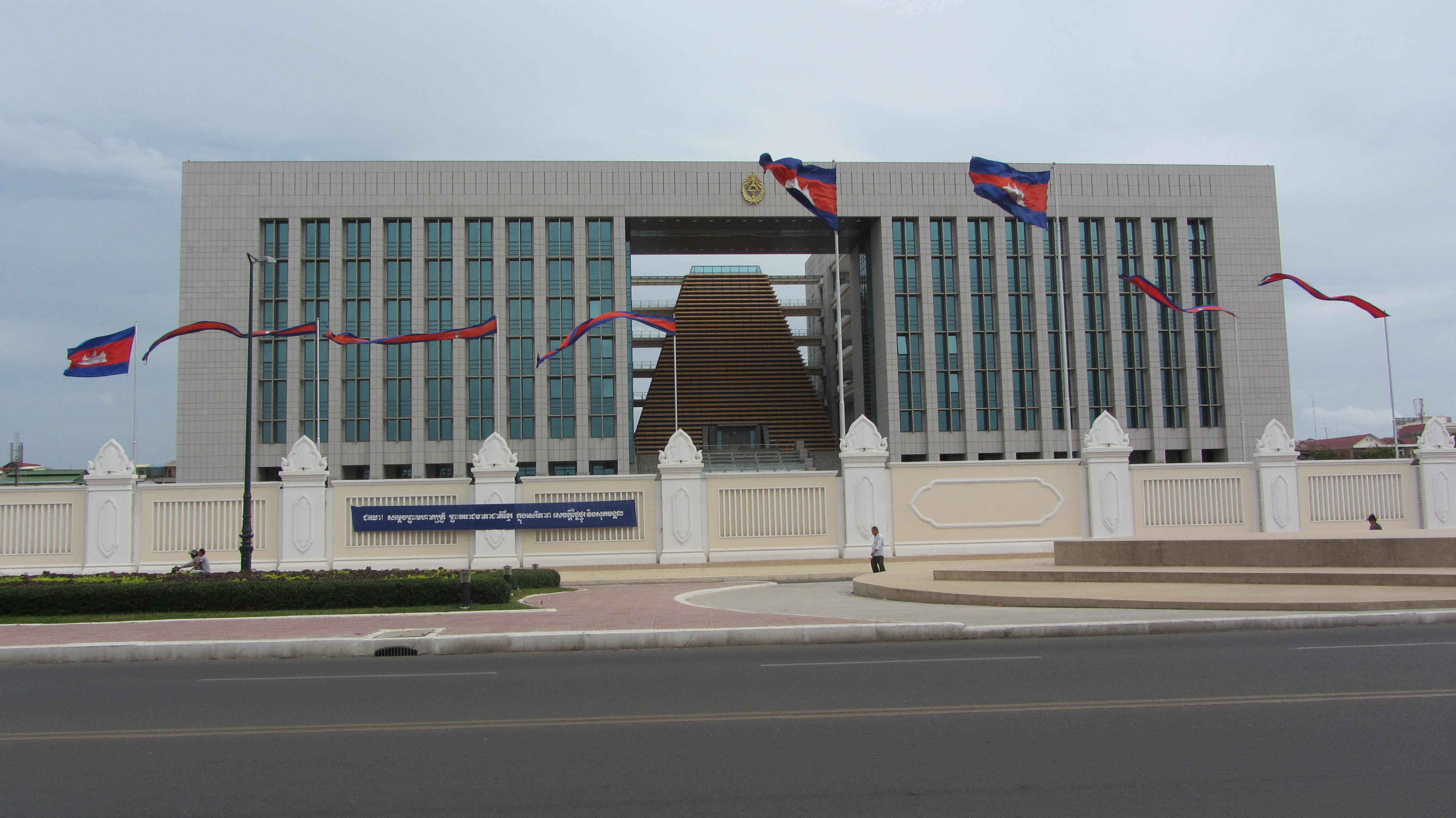
首相府
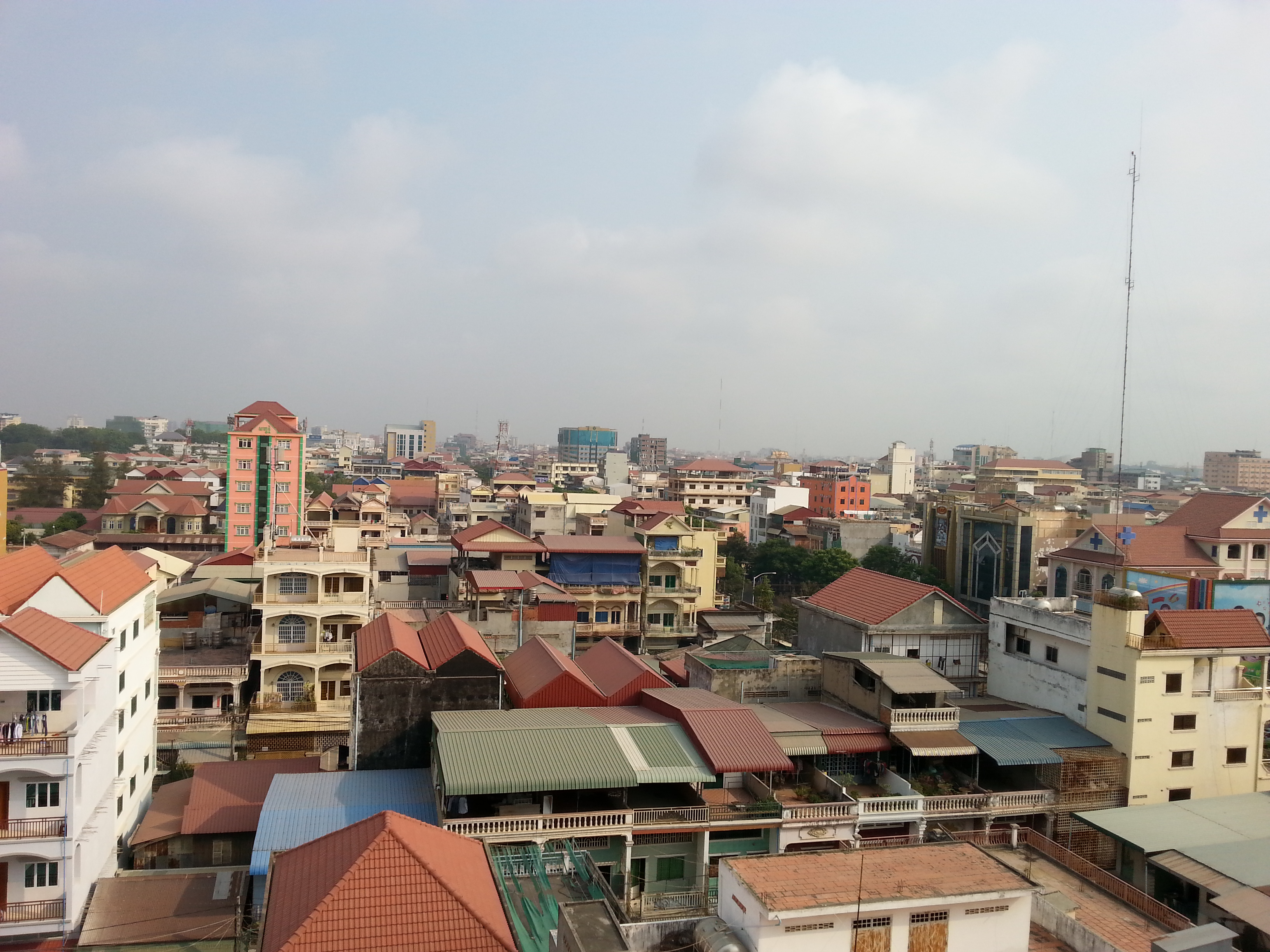
舊城區
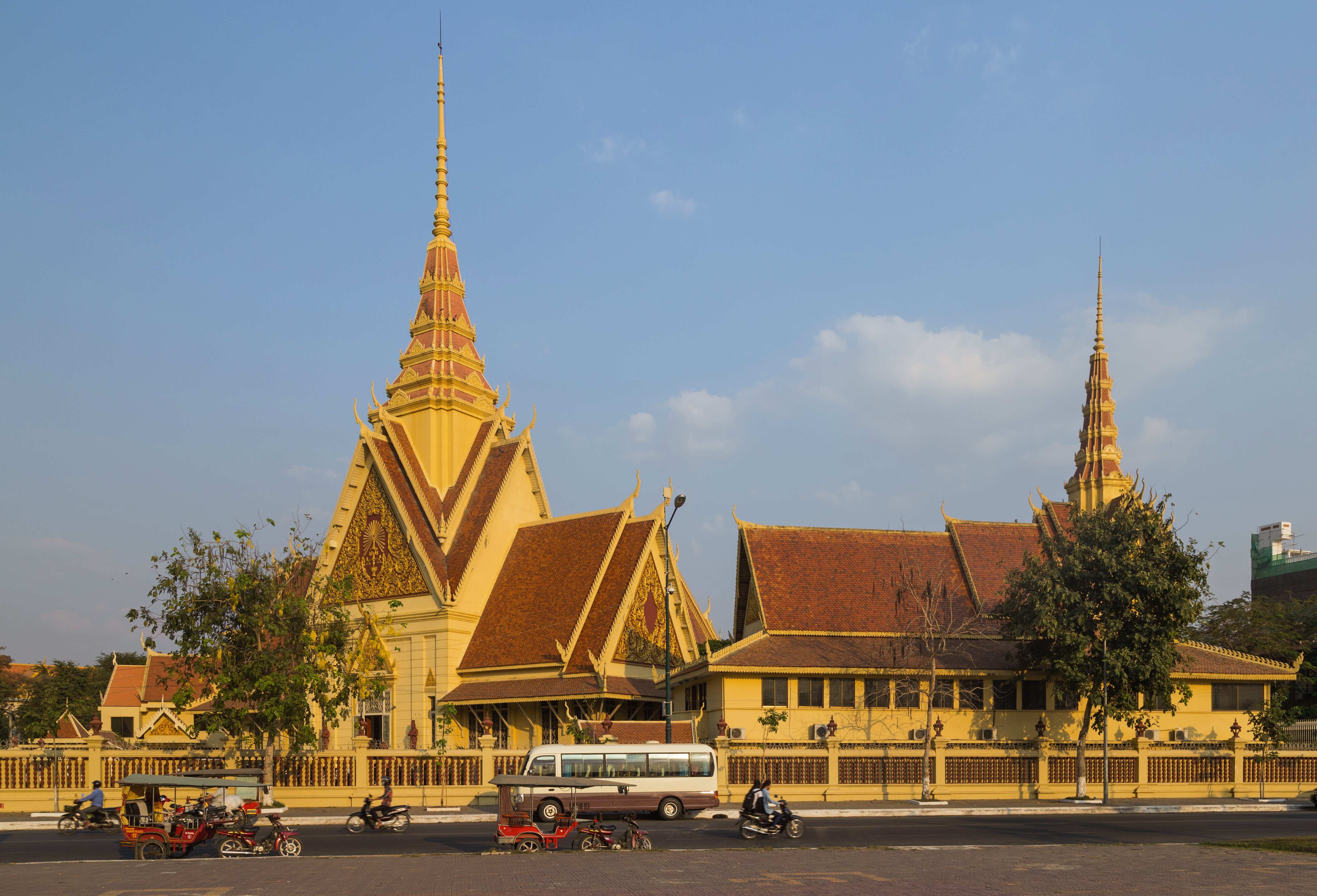
最高法院大樓

金邊是一個自治市，面積678.46平方（261.95平方英里），政府地位與各省相同。自治市分為14個行政區，稱為區（khan）。各區細分為105個社區（sangkats），再細分為953個村庄（phums）。所有區都在金邊市政府的治理之下。
金邊市由市長（governor）管理，他是該市的最高行政人員，並監督市憲兵隊、市警察局和都市事務局。市長下設有第一副市長至第五副市長。與副省長同等地位的內閣官房長官，由8名副內閣官長組成的內閣，分別掌管27個行政部門。每個可汗也有一個酋長。
| 区（, khan）                  | 社区（, sangkat） | 庄（, phum） |
| ----------------------------- | ----------------- | ------------ |
| 桑园区（ខណ្ឌចំការមន, Chamkar Mon）       | 12个社区          | 95个庄       |
| 隆边区（ខណ្ឌដូនពេញ, Doun Penh）         | 11社区            | 134个庄      |
| 马卡拉区（ខណ្ឌ៧មករា, Prampir Mekara）  | 8个社区           | 33个庄       |
| 堆谷区（ទួលគោក, Tuol Kork）         | 10个社区          | 143个庄      |
| 索森区（សែនសុខ, Sen Sok）           | 3个社区           | 32个庄       |
| 波森芷区（ខណ្ឌពោធិ៍សែនជ័យ, Pou Senchey）     | 13个社区          | 158个庄      |
| 棉芷区（ខណ្ឌមានជ័យ, Mean Chey）         | 4个社区           | 16个庄       |
| 东阁区（ខណ្ឌដង្កោ, Dangkao）           | 13个社区          | 143个庄      |
| 铁桥头区（ខណ្ឌច្បារអំពៅ, Chbar Ampov）     | 8个社区           | 30个庄       |
| 水浄华区（ខណ្ឌជ្រោយចង្វា, Chrouy Changvar） | 5个社区           | 22个庄       |
| 亚西阁区（ខណ្ឌឬស្សីកែវ, Russey Keo）      | 6个社区           | 21个庄       |
| 普诺夫溪区（ខណ្ឌព្រែកព្នៅ, Preaek Pnov）   | 5个社区           | 59个庄       |

## 人口
截至2019年，金邊的人口總數約為2,129,371人，並在679平方公里（262 平方英里）的城市區域內居住，金邊的總人口密度為每平方公里3,136人。[4]全市人口增長率為3.92%。自1979年以來，城市面積增長了四倍，為了支持城市不斷增長的人口和經濟，金邊都市區有著持續擴大的趨勢。金邊的官方語言是高棉語，但城市也廣泛使用英語和法語。
根據國家統計局2017年的一項調查顯示，金邊 95.3% 的人口是高棉人，佔4%的佔族人，以及 0.7%的其他民族，為漢族（華人）、占族、普儂族、佬族、泰族等。
2012年底，金邊的貧民窟居民人數為105,771人，而 2012年初為85,807人。

### 宗教
金邊的宗教（根據2019年人口普查） 
柬埔寨的國教是上座部佛教。金邊90%以上的人信奉佛教。數少數人信奉伊斯蘭教與基督教。

### 政治
金邊在柬埔寨國民議會中擁有12個席位，是柬埔寨最大的選區。

## 經濟

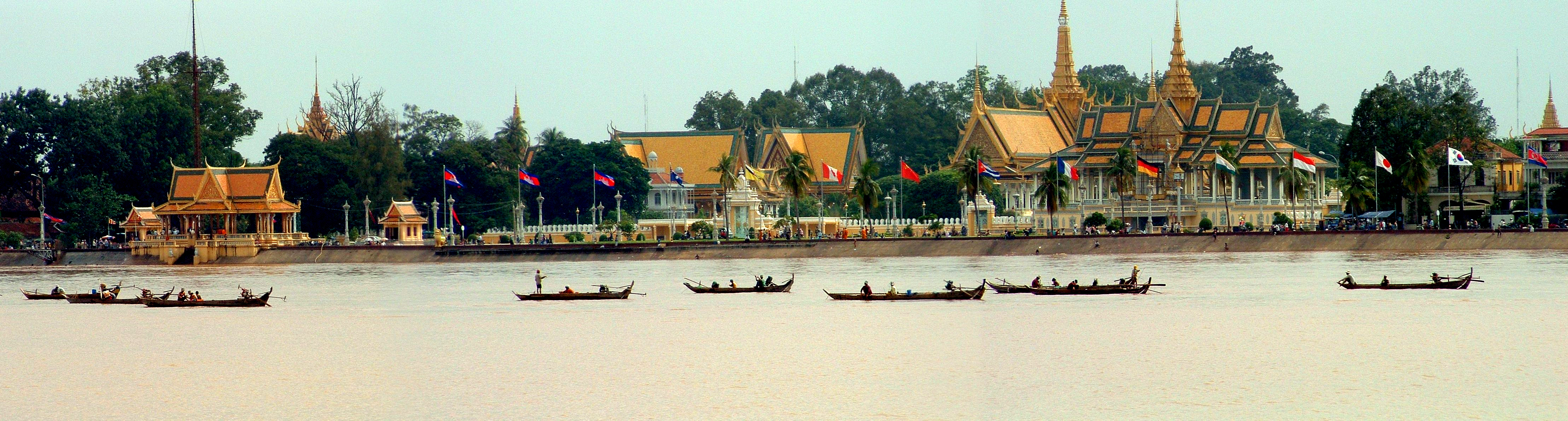
西索瓦碼頭

金邊是柬埔寨的經濟中心，因為它佔柬埔寨經濟的很大一部分。隨著自1990年代以來經濟的蓬勃發展，近年來經濟增長率也使金邊經濟繁榮，新的酒店、餐館、學校、酒吧、高層建築和高級住宅大樓開始在這座城市湧現。
金邊的經濟以服裝、貿易和中小企業等商業利益為基礎。過去幾年，房地產業務蓬勃發展，房地產價格迅速上漲。隨著更多購物中心和商業中心的開放，旅遊業也是增進首都經濟的主要貢獻者，使金邊與暹粒和西哈努克城一起成為東南亞的主要旅遊景點之一。根據世界旅行和旅遊理事會的數據，2009年旅遊業佔柬埔寨GDP的19.2%（20.53 億美元），佔總就業人數的13.7%。 金邊最受遊客歡迎的地區之一是西索瓦碼頭，該地區是一條3公里長的河濱地帶，兩旁遍布著酒店、餐廳、酒吧、咖啡館和商店。
目前，耗資26億美元的新城市開發企劃柬韓城正在開發中。金邊市城市事務局計劃擴建和建設新的基礎設施，以適應不斷增長的人口和經濟。高層建築將建在城市的入口和靠近湖泊和河岸的地方。此外，新的道路、運河和鐵路系統將用於連接柬韓城和金邊。
金邊最高的摩天大樓是188公尺（617 英尺）高的安達大都匯大廈，與鄰近的OCIC塔（OCIC Tower）一起佔據了金邊的天際線。中央市場是金邊的一個旅遊景點。為黃色集市的四個翼樓林立著眾多攤位，該市場經常出售金銀首飾、古錢幣、服裝、鐘錶、鮮花、食品、面料和鞋子等。

## 媒體
華語報章
- 柬華日報（页面存档备份，存于），柬埔寨最大華人社團「柬華理事總會」的機關報，於2000年8月創刊。柬華日報總編輯安佳。
- 星洲日報（页面存档备份，存于），是馬來西亞星洲集團在柬埔寨開辦的子報，偏重民生，銷量已經超過5000份。
- 華商日報，當地華人財團主辦，偏重財經資訊報導，開辦時間最長的華報。
- 高棉日報中文版，由中国人的高棉控股集团的属下公司的报纸。

柬埔寨文報章
- Sralagn' Khmer
- Chakraval Daily
- Kampuchea Thmei Daily
- Kampuchea Thnai Nes（Cambodia Today）
- Kanychok Sangkhum
- Ka-set（页面存档备份，存于）
- Koh Santepheap（Island of Peace）
- Moneaksekar Khmer（Khmer Conscience） - Published by the Sam Rainsy Party.
- Rasmei Kampuchea（Light of Kampuchea） - Cambodia's largest daily, it circulates about 18,000 copies.
- Samleng Yuvachun（Voice of Khmer Youth）
- Udomkate Khmer（Khmer Ideal）
- Wat Phnom Daily

英文報章
- 金邊郵報（The Phnom Penh Post），在金邊出版的英文日報
- 高棉日報（The Cambodia Daily），英文日報

法文報章
- Cambodge Soir（页面存档备份，存于）
- Ka-set（页面存档备份，存于）

## 交通

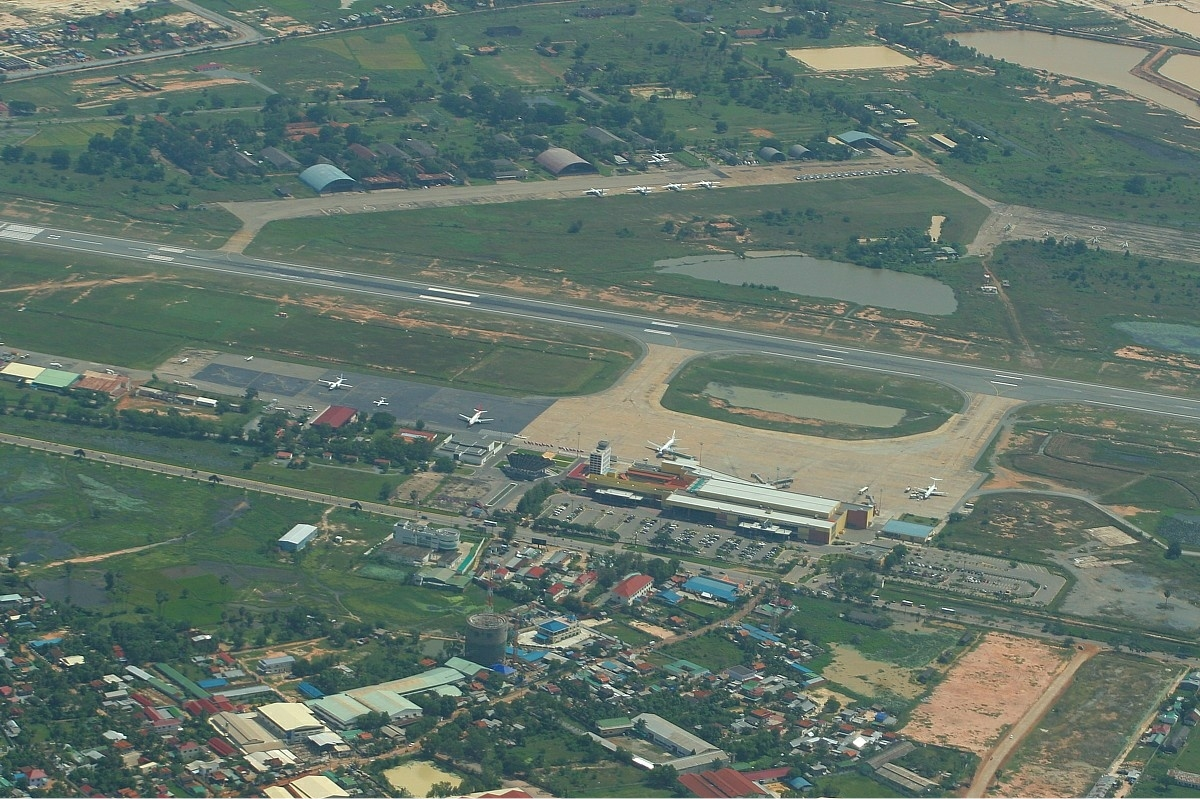
金邊國際機場

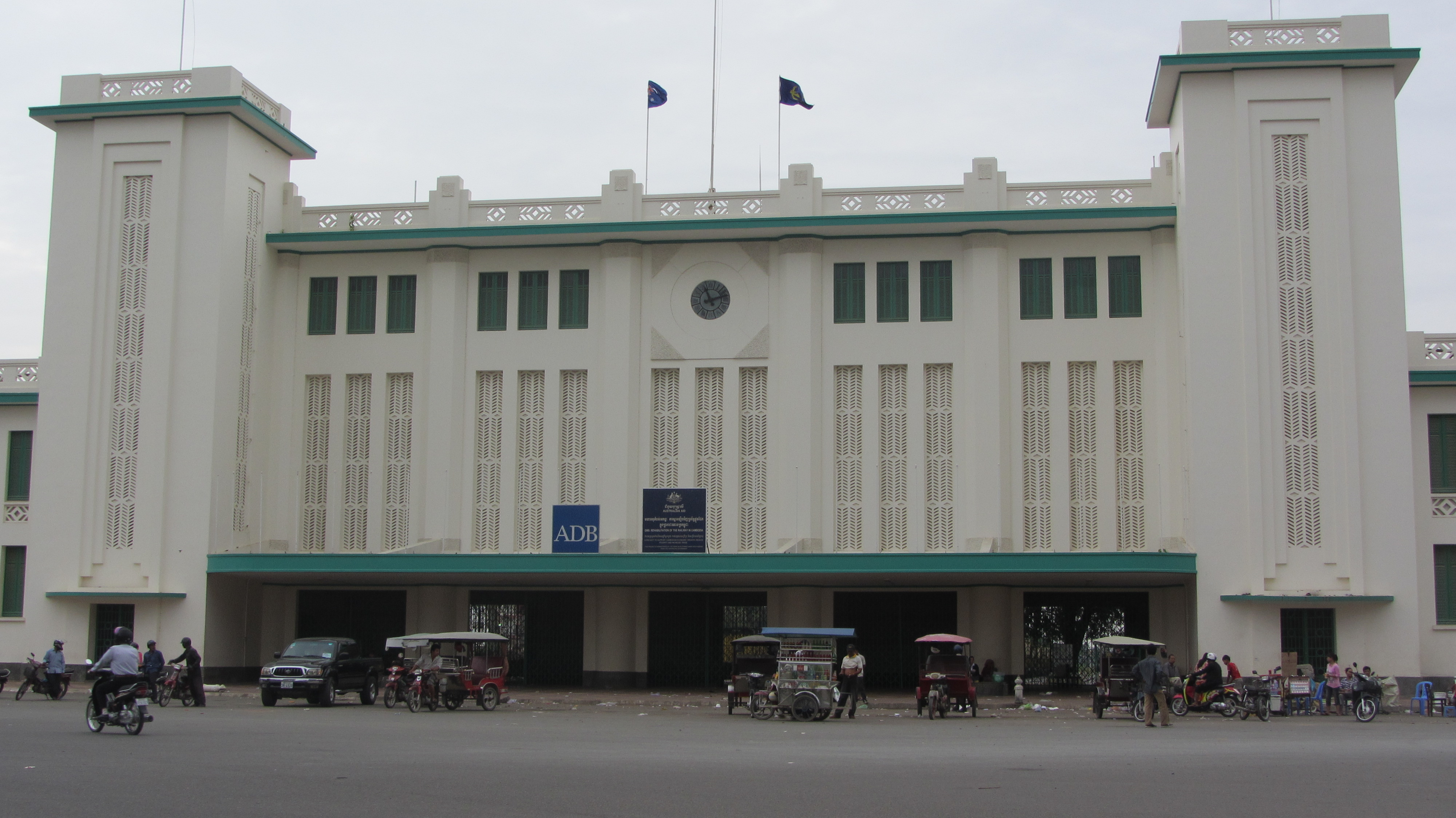
金邊皇家車站

金邊國際機場位於金邊西區是柬埔寨最大和最繁忙的機場。位於金邊市中心以西7公里處，機場周圍設有計程車、三輪車、公車與鐵路均可供旅客搭乘至市中心，機車則是當地民眾最普遍的交通工具。
柬埔寨的國家航空公司柬埔寨吳哥航空成立於2009年，總部及主要樞紐位於金邊，另外一個樞紐則位於暹粒－吳哥國際機場。法國航空曾經從戴高樂機場為金邊提供服務，但此後該服務已停止。卡達航空現在通過胡志明市往返金邊。
新金邊國際機場計劃於2023年啟用。
金邊設有許多巴士公司，包括金邊公共交通和GST Express，並為柬埔寨的大多數省會城市提供服務，包括西哈努克、磅清揚、烏棟和茶膠寺。金邊索里亞運輸公司提供前往國道沿線幾個省級目的地和胡志明市的巴士服務。Giant Ibis是另一家總部位於金邊的巴士公司，為前往西哈努克、貢布、暹粒和胡志明市等地，提供服務。
金邊是柬埔寨的主要淡水港口，也是湄公河上的主要港口。它通過越南湄公河的通道與290公里外的南海相連。
金邊拥有一条连接西哈努克港的金港高速。此外，市區對外聯絡的國道如下表：
| 國道    | 編號  | 長度   | 長度   | 起點 | 迄點       |
| ------- | ----- | ------ | ------ | ---- | ---------- |
| 1號國道 | 10001 | 167.10 | 103.83 | 金邊 | 越南邊界   |
| 2號國道 | 10002 | 120.60 | 74.94  | 金邊 | 越南邊界   |
| 3號國道 | 10003 | 202.00 | 125.52 | 金邊 | Veal Rinh  |
| 4號國道 | 10004 | 226.00 | 140.43 | 金邊 | 西哈努克市 |
| 5號國道 | 10005 | 407.45 | 253.18 | 金邊 | 泰國邊界   |
| 6號國道 | 10006 | 416.00 | 258.49 | 金邊 | 班迭棉吉   |

## 教育
「柬埔寨金边皇家大学」（Royal University of Phnom Penh，簡稱RUPP）為柬埔寨最老與最大的高等教育機構，內設理學院、社會科學院、人文學院與外語中心（The Institute of Foreign Languages，簡稱IFL），共計在3個校區內共有10,000名以上的學生。金邊市區並於1964年建有「國家奧林匹克運動場」（Phnom Penh National Olympic Stadium），該處早期為國家足球隊的队址。
柬埔寨擁有東盟國家中最大的中文學校——端華學校。該校由潮州會館創辦。該校擁有學生10,000多名，其中94%為華人。1960年代柬埔寨有200多所中文學校，是柬埔寨中文教育的鼎盛時期。其後因戰爭，中文學校幾乎全部關閉。從1992年開始，中文學校逐漸復課。2000年，中文學校恢復到85所，目前則維持在70所左右，遍布全國各個省市，在校師生達到40,000多人。

## 文化

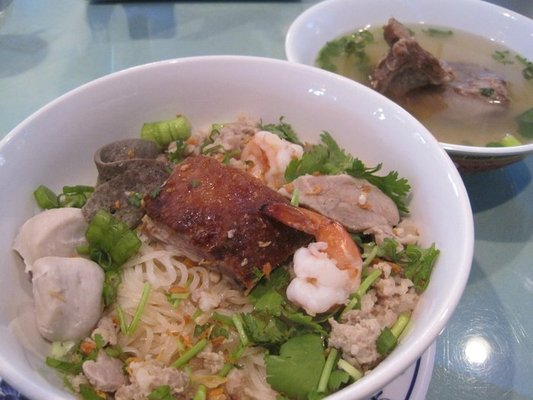
金邊粿條

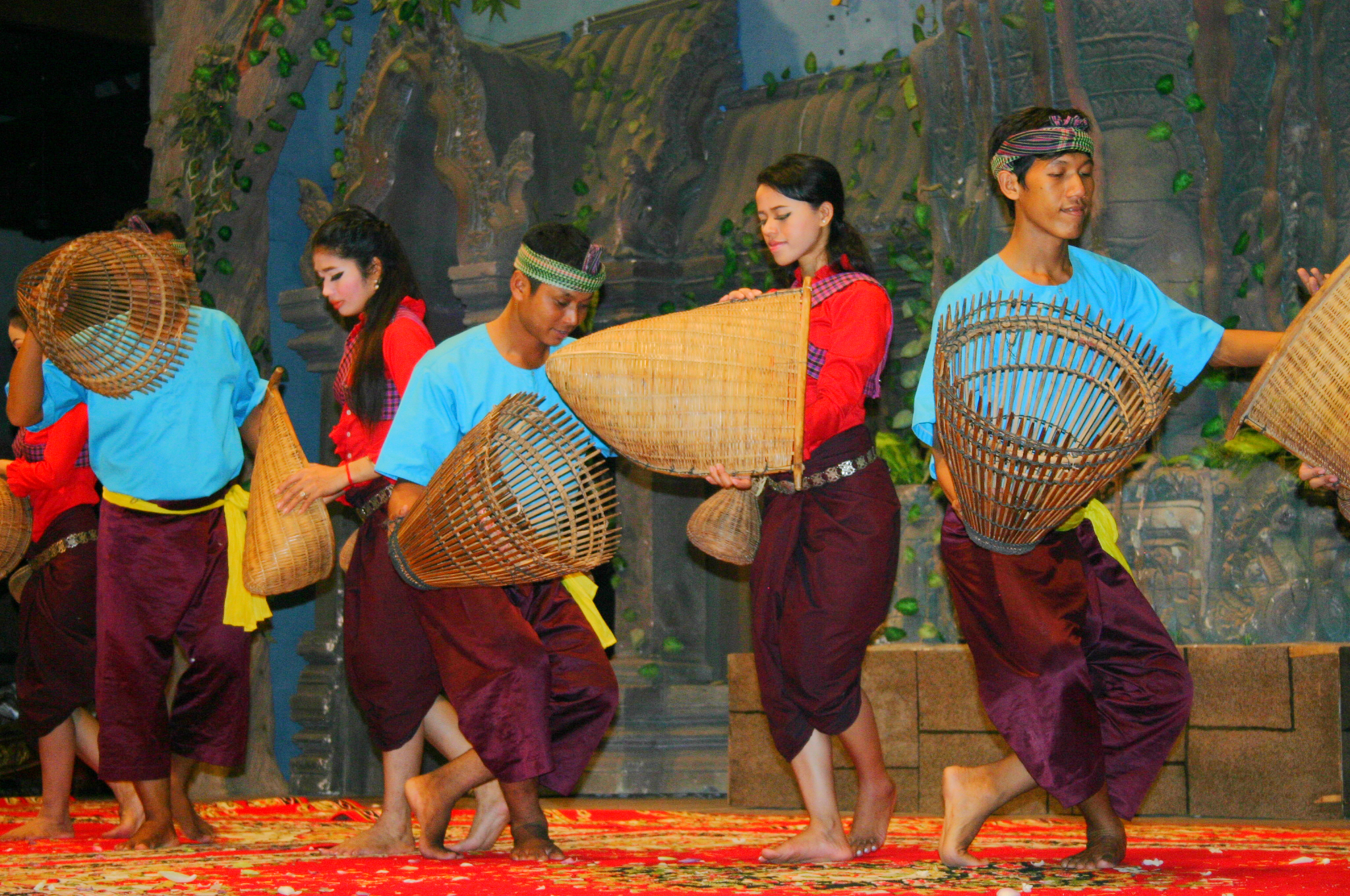
柬埔寨的釣魚舞起源於金邊。

金邊擁有自己的高棉方言。高棉语的标准音为金边的口音:1。不过作为基础方言的金边方言本身也处于发展之中，现在的金边方言与国家电视台、广播台使用的语言相比，在语音和词汇上都产生了一定的差异:119。金邊也因其對新高棉建築的影響而聞名。在美食佳餚方面，金邊以金邊粿條作為城市的代表美食，它是米粉湯的變種，經常在咖啡館和街頭咖啡館可以買到的菜餚。
金邊經常在城市舉辦許多音樂活動。因此該城市也擁有許多獨立樂隊以及私立音樂學校的出現，柬埔寨的釣魚舞起源於1960年代的金邊皇家美術大學。
該市參觀人數最多的兩個博物館是柬埔寨國家博物館以及吐斯廉屠殺博物館。國家博物館經常定期舉辦柬埔寨舞蹈和音樂慶祝活動，包括傳統民間舞蹈和經典的流行表演。

### 節慶

#### 柬埔寨新年
柬埔寨新年是柬埔寨三大節日之一，於每年公曆4月13日至15日舉行，同時為柬埔寨的國定假期。在節日當年，各地將會舉辦大型的舞蹈活動和音樂會，儘管確切的日期每年都在變化，但每年至少會持續三天的時間慶祝該節日。這個節日標誌著基於古代高棉曆法的一年的轉折，也標誌著上一年收穫的結束。

#### 潑水節
潑水節是金邊最大的年度節日，這個熱鬧的聚會經常是慶祝洞里薩湖水流的逆轉。假期持續三天，人們將湧入城市欣賞煙火、划船、音樂會、吃飯及聚會。賽艇運動可以追溯到古代，標誌著高棉帝國時期柬埔寨王家海軍的實力。

#### 亡人節
亡人節是柬埔寨文化的重要節日。於每年的佛曆10月1日至15日舉行。頭十四天，死者家屬會到寺院布施，又會準備糯米團供奉未能投胎的亡靈，寺院的主持則為死者頌經超渡，到了第十五天死者的家屬都會聚集起來，舉行緬懷祖先的儀式。

#### 衛塞節
衛塞節是柬埔寨佛教徒傳統的一年一度的節日。有時非正式地稱為「佛誕」，是南傳佛教傳統紀念佛教創始人釋迦牟尼佛誕生、成道、入滅（涅槃）的節日。

### 建築
|                                                                                     |                                                        |                      |                        |              |
| 柬埔寨國家博物館是柬埔寨最大的文化歷史博物館，由喬治·格羅斯利爾在1920年代初期設計。 | 金邊王宮是及供柬埔寨君主的居住的宮殿群，建於1860年代。 | 皇家酒店建於1929年。 | 金邊的法國殖民地別墅。 | 金邊的臥佛寺 |

金邊最古老的建築是建於1373年的塔山寺。主要的旅遊景點包括金邊皇宮以及建於19世紀後期的國家博物館，該博物館的建築物融合了法國殖民時代樣式和古典高棉的風格，並收藏了大量高棉文物。獨立紀念碑建於1950年代，但也以古代高棉風格建造。
從19世紀到1940年代，法國在金邊興建了別墅、皇家酒店、教堂、林蔭大道和中央市場等公共設施。20世紀後期，諾羅敦·施亞努渴望在城市呈現一種新的建築風格，從而為國家建設進程注入活力。因此年輕的高棉建築師經常在法國接受教育，並為城市提供了設計和建造的機會。這一波新建築運動被稱為「新高棉建築」，其建築物的特色往往是融合了包豪斯、歐洲後現代建築和吳哥的傳統元素。其中最傑出的建築師是旺莫利萬，他根據施亞努親王的發展政策，開始在全國興建大量基礎設施，並在1956年被國王親自提名為首席國家建築師。
旺莫利萬在金邊設計了神圣苏拉马里特国家剧院（已於2008年拆除）和範莫利文之家等標誌性地標。其他建築師則為皇家高棉大學、外國語學院和國家體育中心興建建築物。
金邊的新郊區建築建於1950年代和1960年代。儘管這些建築在紅色高棉時代和柬埔寨內戰中倖存下來，在當代，由於經濟發展和金融投機影響，這些建築物而受到拆除的威脅。不過對於新高棉建築的保存運動正在柬埔寨興起，因此部分建築也獲得保留並活化更改為創新的建築物。
1970年代紅色高棉大屠殺紀念碑和紀念館位於吐斯廉屠殺博物館和城郊的琼邑克。柬埔寨及越南友誼紀念碑則是在1970年代後期柬埔寨從紅色高棉解放後，越南共產黨委託所建造，作為柬埔寨及越南友誼的象徵。
金邊的人口、外國投資和城市發展在1990年代和2000年代初期急劇增長。由於人口的快速增長，導致該市基礎設施明顯不足，以及對住宅和商業空間的需求。對住宅和商品房的同步需求以及國際投資的增加導致了幾個衛星城市的規劃。在城市的郊區，農田已被開發成服裝工廠和住房，供低層經濟階層和因市中心的新發展而流離失所的人居住。

## 運動
柬埔寨的兩大體育賽事，足球和排球，全部在金邊國家奧林匹克體育場舉行。與柬埔寨其他地區一樣，金邊最受歡迎的運動是足球、排球、高棉武術和毽子。
許多金邊居民也經常在清晨或傍晚聚集在首都的兩個體育場之一，或濱海大道上進行有氧運動。金邊在歷史主辦的最重要的體育活動，是1966年的舉辦的第15屆新興力量運動會。該市曾將在1963年舉辦東南亞運動會，但由於政治問題導致比賽被取消。

## 友好城市
金边在全球擁有姐妹城市，並與金边一同促進經濟、文化、教育和其他領域的聯繫。
- 泰國曼谷[41]
- 中华人民共和国北京市[42]
- 釜山廣域市[43]
- 中华人民共和国重慶市[44]
- 越南河內市[45]
- 中华人民共和国合肥市[46]
- 越南胡志明市[47]
- 仁川廣域市[48]
- 日本北九州市[49]
- 中华人民共和国昆明市[50]
- 美国長灘[51]
- 美国洛厄尔[52]
- 中华人民共和国上海市[53]
- 中华人民共和国深圳市[54]
- 中华人民共和国汕头市[55]

## 著名人物
- 喬治·格羅斯利爾（英语：George_Groslier），法國博學家、歷史學家、考古學家
- 诺罗敦·西哈莫尼，柬埔寨現任國王
- 希麗敏（英语：Patricia Hy-Bolais），職業網球運動員
- 普利亞普·所沃特（英语：Preap Sovath），柬埔寨歌手
- 莫泰維（英语：Theavy_Mok），柬埔寨第一位整形外科醫生

## 另見
- 金邊市場列表（英语：List of markets in Phnom Penh）
- 柬埔寨經濟特區（英语：Special Economic Zones of Cambodia）

## 外部連結
- Official city website （页面存档备份，存于）
- Time in Phnom Penh （页面存档备份，存于）
- 维基导游上有關Phnom Penh的旅行指南
- OpenStreetMap上有關560229438  金边的地理
- OpenStreetMap上有關金边的地理